# Bufo verrucosissimus
Bufo verrucosissimus es una especie de anfibio anuro de la familia Bufonidae.

## Distribución geográfica
Esta especie habita hasta los 1900 m de altitud en las orillas del Mar Negro y el Mar Caspio:
- en Rusia en Caucaucasia;
- en Turquía
- en Iran;
- en Azerbaiyán;
- en Georgia;
- en Siria;
- en el Líbano.[4]

Prefiere lugares húmedos y oscuros.

## Descripción
Bufo verrucosissimus mide de 70 a 190 mm.

## Ecología
El sapo caucásico está listado como una especie protegida en el Libro rojo de Rusia.

## Publicación original
- Pallas, 1814 : Zoographia rosso-asiatica: sistens omnium animalium in extenso imperio rossico, et adjacentibus maribus observatorum recensionem, domicilia, mores et descriptiones, anatomen atque icones plurimorum, vol. 3, p. 1-428[5]